# Ernesto Hoffmeyer Zubeldia
Ernesto Hoffmeyer Zubeldia (Bilbao, 1844–1913) fue un ingeniero vizcaíno. La mayor parte de su obra se encuentra en Bilbao.

## Biografía
Ernesto era hijo de José Hoffmeyer, que durante el reinado de Fernando VII fue relojero honorario de la Casa Real y Patrimonio en Madrid.Tras finalizar sus estudios de ingeniería de caminos en 1867, organizó el departamento municipal de ingeniería del Ayuntamiento de Bilbao. Entre 1905 a 1908 fue jefe de Obras Públicas de Vizcaya. En el ámbito social, en el bienio 1888-1889 fue presidente de la Sociedad Bilbaína, club de la élite económica y social de la villa.

## Trabajos
En 1872 realizó un informe sobre el defectuoso estado de los puentes de San Francisco y el Arenal, siendo posteriormente autor de dos de los puentes de aquella época. Por un lado el puente nuevo de San Antonio (1877, en colaboración con Pablo de Alzola y reconstruido al final de la guerra civil).En este caso el ayuntamiento de Bilbao tuvo que elegir entre el proyecto de puente de hierro de Alzola y el de puente de piedra de Hoffmeyer, decantándose por este último y pagándole por ello 10.000 reales. Al año siguiente, se le encargó un proyecto de derribo del puente viejo que fue aprobado el 31 de mayo de 1878. En 1887 construyó su segundo puente en Bilbao, el puente de la Merced, que fue destruido en la Guerra Civil en 1937.

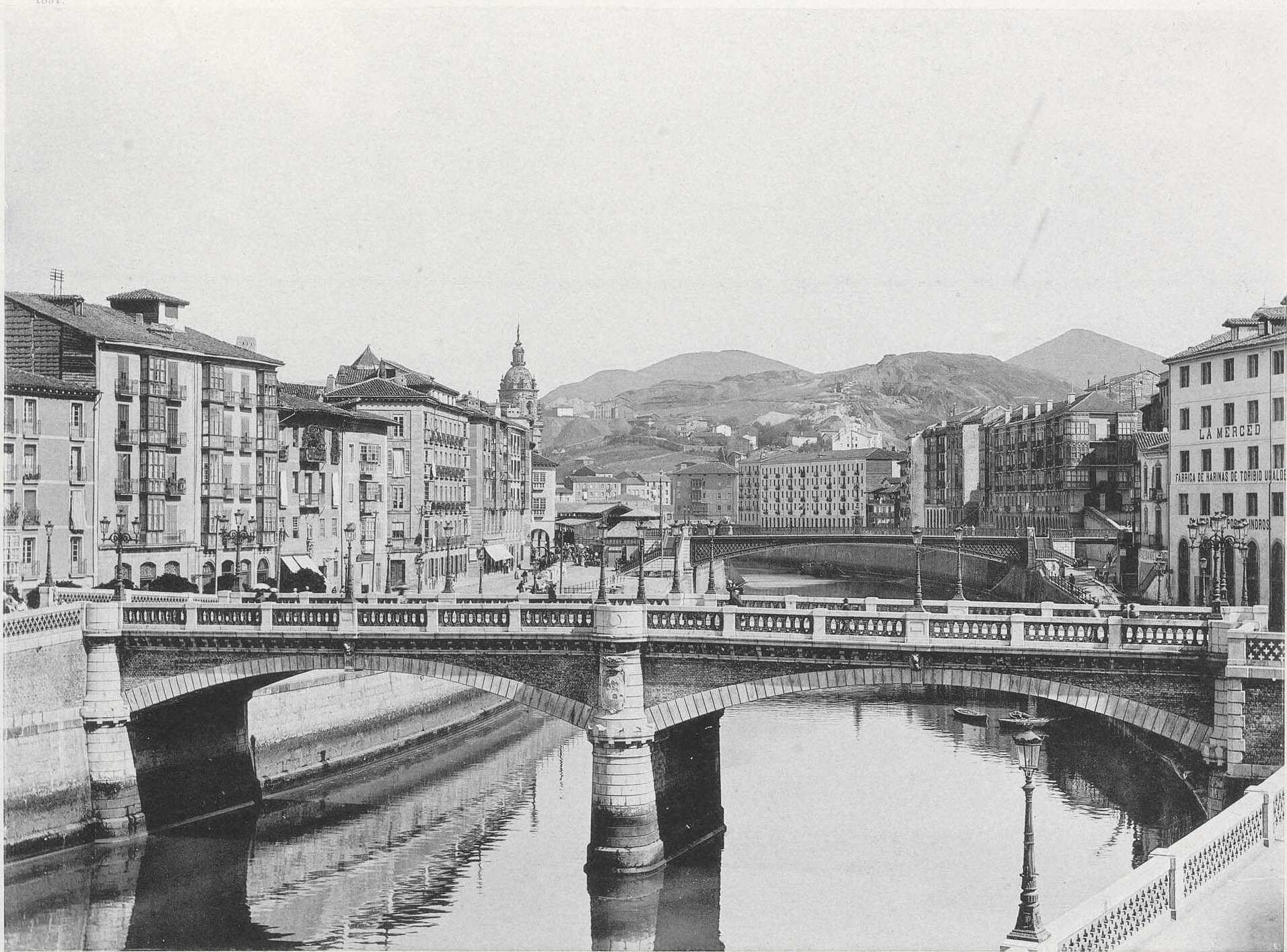
El puente de la Merced

Fue también el autor del primer proyecto importante para abastecer de agua corriente a Bilbao, desarrollado entre los años 1879 y 1886 y de las escaleras de la plaza de la Cantera en el barrio de San Francisco. Pero, sobre todo, fue junto con Pablo de Alzola y Severino Achúcarro  uno de los tres diseñadores del plan de Ensanche de Bilbao.